# 納奧米 (喬治亞州)
納奧米（英語：Naomi）是位於美國喬治亞州沃克縣的一個非建制地區。該地的面積和人口皆未知。

## 地理
納奧米的座標為34°41′35″N 85°12′28″W / 34.69306°N 85.20778°W，而該地的平均海拔高度為277米（即909英尺）。